# Володимир Левикін
Володимир Левикін (лютий 1976) — британський підприємець у сфері космічних технологій українського походження. Засновник і генеральний директор британської приватної космічної компанії Skyrora.

## Раннє життя та освіта
Володимир Левикін народився у лютому 1976 року. Він закінчив Запорізький національний технічний університет у 1998 році зі ступенем магістра комп'ютерних наук.

## Кар'єра

### Рання кар'єра
Кар'єра Левикіна почалася в технологічній галузі. Він обіймав посаду керуючого директора шотландської компанії електронної комерції, акції якої котируються на Лондонській фондовій біржі AIM. Він також обіймав керівні посади в таких компаніях, як Together Networks, Cupid Labs, EasyDate та IDE Group. Пізніше він керував ІТ-компанією в Каліфорнії, перш ніж повернутися до свого колишнього місця проживання в Единбурзі, Шотландія, щоб заснувати стартап у космічній галузі.

### Skyrora
У 2017 році Левикін заснував компанію Skyrora невдовзі після того, як уряд Великої Британії представив законопроєкт про космічну галузь для підтримки розвитку національного космічного сектору. Його компанія спеціалізується на розробці ракет-носіїв та екологічно стійкого ракетного палива. Штаб-квартира компанії знаходиться в Единбурзі, а випробувальні та виробничі потужності розташовані по всій Великій Британії. У 2024 році його компанія відкрила найбільший у Великій Британії полігон для випробування ракет та запустила InRange, космічну систему ретрансляції телеметрії ракети-носія, яка використовує геостаціонарні супутники для забезпечення безперервної передачі даних між ракетою-носієм та центром управління під час польоту.
Левикін також заснував Skyrora Ventures для інвестування в ідеї та проєкти, що підтримують діяльність та розвиток компанії, зосереджуючись на розробці інтегрованих космічних послуг, включаючи супутникові технології, апаратне забезпечення, можливості запуску та збір даних.

## Діяльність космічної галузі
Левикін очолив зусилля з репатріації ракети «Чорна стріла» — єдиної британської ракети, яка успішно запустила супутник на орбіту, повернувши її до Великої Британії після 48 років перебування в Австралії. Він також ініціював пошук і повернення британського супутника «Просперо». Крім того, Skyrora розробила орбітальний транспортний корабель (OTV), призначений для обслуговування супутників, дозаправлення та видалення космічного сміття.
Володимир Левикін виступає за екологічне регулювання космічної галузі та нейтралізацію вуглецевого впливу ракетного палива. Він інвестував у розробку Ecosene, ракетного палива, що виробляється з перероблених пластикових відходів, таких як полістирол. Воно виробляє на 45 % менше викидів парникових газів порівняно з традиційним гасом і може також використовуватися в авіації. У 2020 році компанія Skyrora отримала екологічне визнання від Ісландії.
Левикін увійшов до числа лідерів космічних технологій Великої Британії у звіті SpaceTech Report 2021 британського агентства Deep Knowledge Analytics. За свою діяльність, спрямовану на сталий розвиток, його визнали підприємцем року в аерокосмічній та оборонній промисловості за версією The Stevie Awards.
У 2024 році Левикін був названий «Супутниковою особистістю року» Міжнародним товариством фахівців із супутникового зв'язку (SSPI) Великої Британії.
З 2017 року Левикін підтримує ініціативи в галузі STEM-освіти, виділивши понад 500 000 фунтів стерлінгів на програми, що заохочують молодих людей у Великій Британії до кар'єри в галузі науки, технологій, інженерії та математики.